# Tropaeolum kieslingii
Tropaeolum kieslingii är en krasseväxtart som beskrevs av Bulacio. Tropaeolum kieslingii ingår i släktet krassar, och familjen krasseväxter. Inga underarter finns listade i Catalogue of Life.